# Walzer d'un Blues
Walzer d'un Blues è il primo e unico album realizzato dal gruppo italiano Adelmo e i suoi Sorapis, registrato nel 1989 e pubblicato l'11 dicembre 1993 dalla Mercury Records.

## Il disco
Inizialmente il gruppo si riunì per registrare solamente "un biglietto d'auguri natalizi suonato e cantato" da distribuire agli amici, ma durante una notte di prove scrissero oltre alla canzone natalizia (...E così viene Natale) altre otto canzoni. Il disco venne registrato nei nove giorni successivi senza ricorrere all'aiuto del computer o interventi digitali. Il materiale fu poi affidato ad Umbi Maggi e pubblicato solo quattro anni dopo come disco natalizio. Trainato dal singolo E così viene Natale... ottenne un buon successo di pubblico conquistando un disco d'oro e arrivando al 52º posto nelle classifiche di vendita dell'anno. Gli altri due singoli estratti Ballantime mood e A volte nevica a giugno non ottennero lo stesso successo di vendita.
L'album risulta sponsorizzato dalla fantomatica e inesistente "Mortadella Rovinazzi Montale", e sul fronte del CD è stampata una fetta di mortadella.
Nel 1998 fu ristampato il CD in edizione digipak e con i brani rimasterizzati.

## Tracce
Come autore di alcune delle tracce dell'album viene indicato Malise, che in realtà è uno pseudonimo usato da Zucchero Fornaciari in gioventù.
1. Antifona – 0:50 (Zucchero)
2. E così viene Natale – 4:32 (testo: Zucchero, Glezos, Alberto Salerno – musica: Zucchero, Glezos)
3. Un giorno che piove – 4:51 (Zucchero)
4. Walzer d'un Blues – 3:45 (Zucchero)
5. A volte nevica a giugno – 4:00 (testo: Zucchero, Alberto Salerno – musica: Zucchero)
6. Careoche (diamoci le mani) – 3:22 (testo: Zucchero, Alberto Salerno, Ermanno Parazzini, Ettore Carrera – musica: Steve Winwood, S. Davis)
7. Con questi chiari di Luna – 4:03 (testo: Zucchero – musica: Fio Zanotti)
8. A son fortissimo.....canta Fio – 4:33 (Zucchero)
9. Ballantime Mood – 4:01 (testo: Zucchero, Alberto Salerno – musica: Zucchero)
10. Mai-a-letto – 2:03 (Sorapis)

## I video musicali
- ...e così viene Natale, su YouTube.
- Ballantime Mood, su YouTube.

## Formazione
- Zucchero Fornaciari – chitarra, voce, pianoforte
- Umberto Maggi – basso, voce
- Michele Torpedine – batteria
- Dodi Battaglia - chitarra, voce
- Maurizio Vandelli – chitarra, voce, percussioni
- Fio Zanotti – organo Hammond, pianoforte, fisarmonica, voce